# John Kapelos
John Kapelos est un acteur canadien, né le 8 mars 1956 à London (Canada).

## Filmographie

### Au cinéma
- 1981 : Le Solitaire (Thief) de Michael Mann : un mécanicien
- 1982 : Tootsie de Sydney Pollack : Actor at Party
- 1983 : Doctor Detroit de Michael Pressman : Rush Street Dude
- 1983 : Class de Lewis John Carlino : Bellman
- 1984 : Seize Bougies pour Sam (Sixteen Candles) de John Hughes : Rudy Ryszczyk
- 1984 : La Machination de Bryan Forbes : Frank
- 1985 : The Breakfast Club (The Breakfast Club) de John Hughes : Carl Reed, le concierge
- 1985 : Une créature de rêve (Weird Science) de John Hughes : Dino
- 1985 : Mon pote Adam de Roger Simon : M. Rangle
- 1985 : Head Office de Ken Finkleman : le Général Sepulveda
- 1986 : Le flic était presque parfait de Michael Dinner : Lou Wareham
- 1986 : Rien en commun de Garry Marshall : Roger, le directeur commercial
- 1987 : Roxanne : Chuck
- 1988 : Vibes : Eugene
- 1988 : État de choc (The Boost) : Joel Miller
- 1989 : All's Fair : Eddie
- 1990 : Affaires privées (Internal Affairs) : Steven Arrocas
- 1991 : Sans aucune défense (Defenseless) : Jack Hammer
- 1992 : We're Talking Serious Money : Marty 'the Greek'
- 1992 : Man Trouble : Detective Melvenos
- 1993 : L'Avocat du diable (Guilty as Sin) : Ed Lombardo
- 1994 : Deep Red (en) de Craig R. Baxley : Mack Waters
- 1994 : The Shadow : Duke Rollins
- 1996 : Dangereuse Alliance (The Craft) : Ray
- 1997 : Relic (The Relic) : McNally
- 1998 : Derapage mortel (Johnny Skidmarks) : Walter Lippinscott
- 1999 : Blood Type : ER Policeman
- 1999 : Aussi profond que l'océan (The Deep End of the Ocean) : George Karras
- 2000 : Bad Faith : Lou Miles
- 2001 : Mise à feu (Ignition) : Conor's Lawyer
- 2001 : La Revanche d'une blonde (Legally Blonde) : Dewey Newcombe
- 2002 : L.A.X. : Herb
- 2002 : Auto Focus : Bruno Gerussi
- 2003 : Dinner with Fival : Orson Reddington (Brain) (voix)
- 2003 : Fast Food High : John Redding
- 2003 : Mimic : Sentinel (vidéo) : Detective Gary Dumars
- 2004 : L'Écorché (Shallow Ground) : Leroy Riley
- 2004 : Knuckle Sandwich : Mr. O'Doogle
- 2004 : Phil the Alien : General
- 2004 : Greener : Alec Rider
- 2005 : Fifty Pills : Harold
- 2005 : Aurora Borealis : Stu
- 2005 : The River King (en) d'Edward Burns : Joey Tosh
- 2008 : Les Copains des neiges (Snow Buddies) : Jean George

### À la télévision
- 1985 : Deux flics à Miami (Miami Vice) - Saison 1, épisode 13 : Andy Sloan
- 1988 : Onassis, l'homme le plus riche du monde (Onassis: The Richest Man in the World) : Costas Gratsos
- 1989 : Nick Knight : Donald Schanke
- 1991 : Deadly Betrayal: The Bruce Curtis Story : Prosecutor Paul Chaiet
- 1991 : And the Sea Will Tell : Len Weinglass
- 1992 : Highway Heartbreaker : Det. Baker
- 1993 : A Twist of the Knife : Bernie McNeil
- 1994 : Les Liens de l'amour (For the Love of Aaron) : Dr. Teplitsky
- 1994 : Cool and the Crazy : The Greek
- 1996 : Changement de décors (The Late Shift) : Robert Morton
- 1996 : Un flic dans la mafia (Wiseguy) : Dave Goss
- 1998 : Amour incorporé (Young Hearts Unlimited) : Jensen
- 2001 : The Sports Pages : Marvin (segment The Heidi Bowl)
- 2001 : Fire & Ice : Andy Kurtz
- 2002 : X-Files (épisode Improbable) : l'agent Fordyce
- 2002 : Croon : Maury
- 2003 : La Confiance trahie (I Accuse) : Police Detective
- 2004 : Ma vie volée (Identity Theft: The Michelle Brown Story) : Ray De Lucci
- 2005 : McBride: Tune in for Murder : Bob Carter
- 2005 : Cyclone Catégorie 7 : Tempête mondiale : Secretary of Homeland Security
- 2007 : Monk (Saison 6, épisode 8) (série) : Paulie
- 2009 : Cadeau d'adieu (Chasing a Dream) : Frank Machado
- 2009 : Dr House (Saison 5 Episode 19 Je suis vivant) : Dr Kurtz
- 2010: Mentalist (Saison 2, épisode 19): Hank Draber
- 2013 : Le Labyrinthe de l'injustice (Hunt for the Labyrinth Killer) : Détective Brady
- 2014 : Graceland : Lawrence
- 2016 : NCIS : Enquêtes spéciales : Vic Castor, directeur-adjoint (saison 14 épisode 2)